# 飞毛腿冈萨雷斯
飞毛腿冈萨雷斯（Speedy Gonzales，亦称“飞飞鼠”，有时亦简写为“飞毛腿”）是一个卡通动漫角色。它是一只老鼠，出现在华纳兄弟公司的《乐一通》与《梅里小旋律》两部动画片中。它被称为“全墨西哥最快的老鼠”，它的特点是速度极快，并且常用夸张的墨西哥口音说话。它通常穿黄色草帽、白色衬衫和裤子，戴红色的领结（这是墨西哥农村男子的传统服装）。迄今为止，已经有46部关于它的作品。

## 历史
飞毛腿冈萨雷斯最早出现在1953年的Cat-Tails for Two，导演是罗伯特·麦金森。早期的飞毛腿冈萨雷斯镶金牙齿，穿红色Polo衫。尽管他最早由罗伯特·麦金森创造，但绝大多数关于他的动画是由菲兹·菲尔勒创作的。
1955年，菲兹·菲尔勒与漫画家霍利·普拉特将飞毛腿冈萨雷斯的外貌重新设计。并且导演了动画片Speedy Gonzales。此片中，冈萨雷斯的外形换成了现在的模样，并且在奔跑时总会叫：“"¡Ándale! ¡Ándale! ¡Arriba! ¡Arriba! ¡Epa! ¡Epa! ¡Epa! Yeehaw！”（西班牙语意为“加油！加油！快点！快点！”）
至于它的名字，是源于墨西哥的一个笑话：墨西哥人通常把早泄或过早交配的人称为“Speedy”。当然，在这里这个名字是没有贬义的。在Cat-Tails for Two中的名片上显示了它的姓，不过，早些时候会出现一个小谬误——把“Gonzales”的“s”错写成“z”。
不久后，菲尔勒与麦金森将傻大猫作为飞毛腿的敌人，就像查克·琼斯漫画中的威利狼與嗶嗶鳥那样（它们也曾一起在同一动画片出演）。傻大猫（飞毛腿经常称呼他“大猫咪”）总是失败，并且遭受各种痛苦和折磨（从被捕鼠夹夹到喝大量的塔巴斯科辣椒酱）。
它有一个表弟，叫做慢速度·罗德里格斯（亦称慢慢鼠）。它有两个绝技：一是它有枪，二是它可以用意念控制他人
在20世纪60年代中期，飞毛腿的主要对手变为达菲鸭。

## 评论

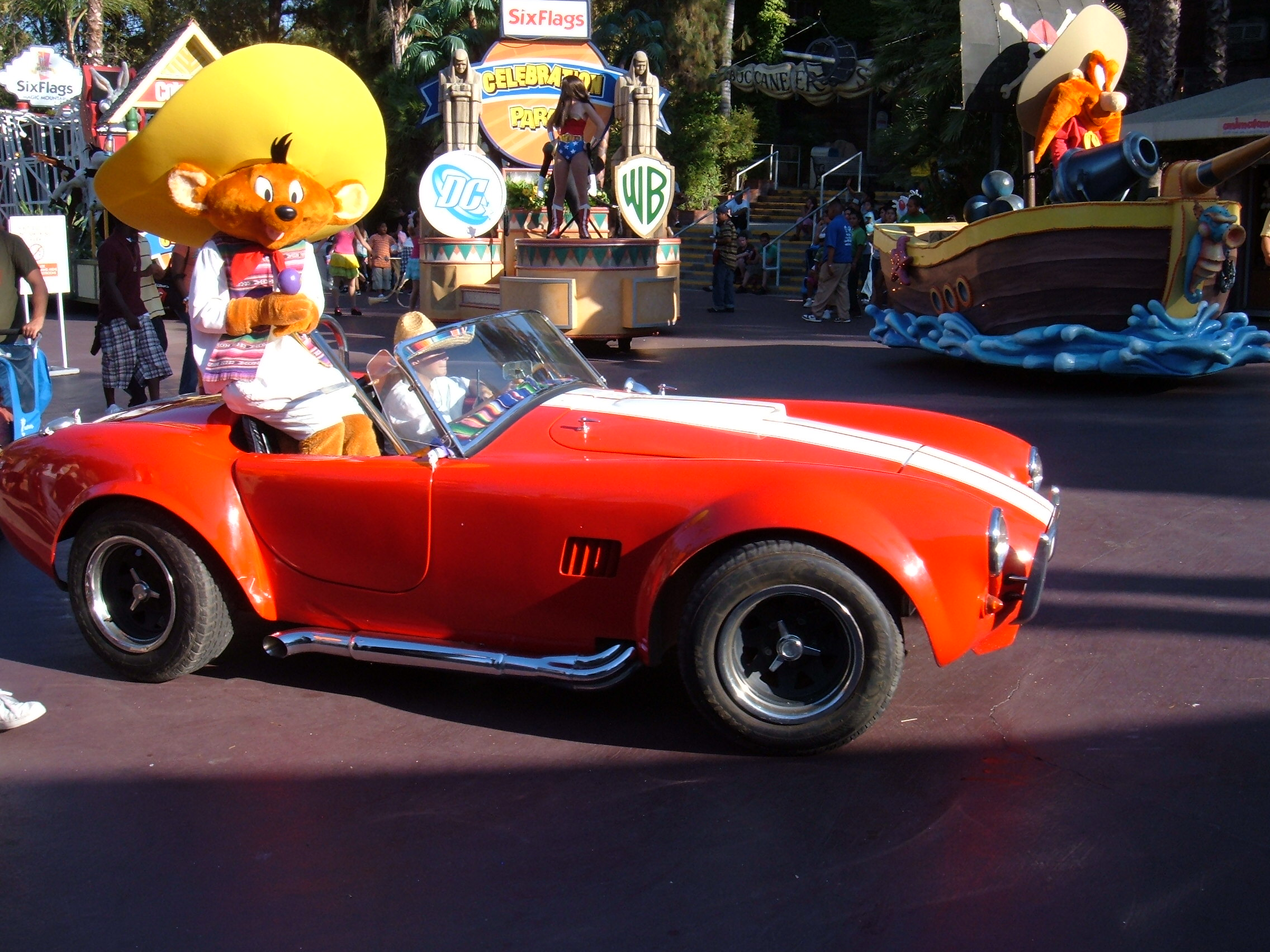
飞毛腿冈萨雷斯在六旗魔术山的游行

一部分人对飞毛腿冈萨雷斯持驳斥态度。例如2002年3月28日，卡通频道发言人接受福克斯新闻采访时表示：“我们不播出飞毛腿冈萨雷斯已经多年，因为它有很深的种族偏见成分。”尽管如此，它在拉丁美洲仍然受人欢迎。

## 其余

### 在其他卡通中
1983年，它出演了达菲鸭的梦幻岛。1988年，它在谁陷害了兔子罗杰的结尾作了一个客串。它也出现在迷你乐一通中的“Acme杯夏季奥运会”，作为教练并担任闪电·罗德里格斯的导师。1996年，它在电影空中大灌篮中短暂出现过。2003年，它在乐一通反斗特工队中与猪小弟一起客串，来取笑它政治上不正确的态度。同时，它在动画'¡Mucha Lucha!'中出现，标题为“Lucha, Rinse and Repeat”。2009年，他在男孩和冤家猫的“The Kat Whisperer”一集中出现。
在乐一通秀中，飞毛腿是兔八哥与达菲鸭的室友，它住在兔八哥房子里的鼠洞。它经营着一家披萨餐馆与舞蹈教室。

### 专辑
在发布于2006年11月14日的乐一通金装版DVD系列第四辑中，有飞毛腿的整张专辑（虽然他的另一些影片曾发布于第一辑与第三辑）。

### 在其他媒体中
1962年，流行歌手帕特·布恩和飞毛腿演奏了歌曲《飞毛腿冈萨雷斯》。
2006年，大众汽车的大众高尔夫剪辑了部分相关卡通作为其广告。
以它为蓝本的游戏有：超级任天堂的Speedy Gonzales: Los Gatos Bandidos和sfc游戏飞毛腿。

### 电影
2010年2月，一篇来自好莱坞记者鲍里斯·卡拉的博客透露：新线影业正准备演出一场关于飞毛腿冈萨雷斯的电影。然而截至2013年10月，关于该影片的消息仍然没有进一步的消息。